# Société des chemins de fer du sud
La Société des chemins de fer du sud (allemand : Südbahn-Gesellschaft ; hongrois : Déli Vaspályatársaság) était une entreprise ferroviaire qui exploitait de nombreuses voies ferrées du Sud de l'empire d'Autriche (devenu en 1867 la double monarchie d'Autriche-Hongrie) depuis sa création en 1859 jusqu'à la fin de la Première Guerre mondiale.

## Histoire
La société par actions a été fondée en 1859 avec le concours de Paulin Talabot par la famille Rothschild qui possédait déjà depuis septembre 1858 les chemins de fer lombards ou « lombardo-vénitiens » (Lombardisch-venetianische Eisenbahnen (de)), chargés de relier Trieste à Vienne, à l'initiative de la famille Rothschild. Elle partageait le marché autrichien puis austro-hongrois avec une autre société, la Compagnie des chemins de fer de l'État autrichien. 
C'était l'une des compagnies chargée de la construction d'un réseau ferroviaire à partir de 1855 en partant des ports italiens du sud, Mestre, près de Venise et Trieste. Le gouvernement autrichien proposa d'abord de se charger de la construction du «chemin de fer lombardo-vénitien, qui avait été commencé par une compagnie moitié allemande, moitié italienne, selon Le Journal des chemins de fer de 1845, et témoigna d'une grande activité dans la construction de cette ligne, appelée à devenir d'une très grande importance pour les relations commerciales de l’Italie. En septembre 1858, James de Rothschild signa la contrat à Vienne pour le lancement de nouvelles lignes complétant le réseau, pour cent millions de florins et un taux d'intérêt garanti de 5 %[réf. incomplète], et la création de la Südbahn en fut la prolongation.
Dans les années 1853, époque prospère de l'industrie française, se produisit un mouvement d'expansion à l'étranger, sous l'influence de célèbres financiers tels que les frères Pereire et la famille Rothschild, qui étendirent leur  action presque simultanément en Russie, en Italie, en Espagne et en Autriche. Ils y appelèrent les ingénieurs français du corps des Mines, du corps des Ponts et Chaussées, auxquels furent adjoints, soit comme ingénieurs, soit comme entrepreneurs, de nombreux ingénieurs civils de l’État français. 
Elle fut dirigée successivement par MM. Gustave de Lapeyrière, Michel, Tostaiu et Paul Eugène Bontoux, qui sera le fondateur de la banque Union générale en 1878, détenant le quart des actions d'une banque autrichienne créée au même moment. Son premier Ingénieur en chef du Matériel et de la Traction, de 1859 à 1867, fut Desgrange, auquel Gottschalk succéda de 1867 à 1878.
En 1918, la partie restée autrichienne du réseau devint la Donau-Save-Adria Eisenbahn-Gesellschaft (DOSAG) avant d'être absorbée en 1923 par les Chemins de fer fédéraux autrichiens. Lors de l'Anschluss, en 1938, l'ensemble du réseau autrichienn fut absorbé par la Deutsche Reichsbahn, fondée en 1920 sous le nom de Deutsche Reichseisenbahnen par la fusion des compagnies ferroviaires des anciens États de l'Empire allemand.

## Sources
- Heinrich Noé, Johann Weber, Chemin de fer du Sud Autrichien: Chemins de fer du Sud de l'Autriche (1818)
- L'Europe illustrée: Chemins de fer du sud de l'Autriche. Du Danube à l'Adriatique. Vienne. Semmering. Trieste. Abbazia.